# Temporalsatz in der spanischen Sprache
Unter einem Zeitsatz oder Temporalsatz, oración temporal versteht man in der Grammatik eine spezielle Form eines adverbialen Nebensatzes, oración subordinada adverbial. Als Temporalsätze gelten die Nebensätze, die im Hauptsatz die syntaktische Funktion einer Adverbialbestimmung der Zeit ausüben.

## Erläuterung
Ein Temporalsatz bezeichnet einen Zeitpunkt oder auch Zeitraum und wird durch eine temporale Konjunktion, conjunciones temporales eingeleitet, sie versprachlichen Ereignisse und geben darin Auskunft über den Beginn, das Ende und die Dauer einer Handlung.
Die Temporalsätze (Protasis) geben darüber Auskunft: „Wann?“, „Ab wann?“, „Wie lange?“ und „Bis wann?“ oder „Während“, „Nach“, „Nachdem“ sich ein Sachverhalt oder Ereignis in einer Handlung in einem Hauptsatz (Apodosis) ereignet oder ereignen könnte.

## Zusammengesetzter Satz mit subordinativer Verknüpfung
Ein zusammengesetzter Satz mit einer subordinativen Verknüpfung führt zu einem Satzgefüge. Allgemein finden sich hierbei drei Arten:
- die Subordination mit Substantiv-Funktion, subordinadas sustantivas;
- die Subordination mit Adjektiv-Funktion, subordinadas adjetivas;
- die Subordination mit Adverbial-Funktion, subordinadas adverbiales.

Der Bedingungs- oder Konditionalsatz, oración condicional zählt zu der letzteren Klasse.
Die adverbiale Nebensätze wiederum lassen sich in zwei Gruppen einteilen. Bei der Unterscheidung zwischen den beiden Gruppen lässt sich für die erste Gruppe feststellen, dass die Nebensätze sich durch Adverbien der Zeit, des Ortes oder der Art und Weise ersetzen lassen. Hier ein Beispiel für einen Temporalsatz, oración temporal:
```
 
La fiesta acabó cuando se hizo de noche.

 
La fiesta acabó entonces.
```

Dies ist in der zweiten Gruppe jedoch nicht möglich.
- eigenständige, untergeordnete adverbiale Nebensätze, oraciones subordinadas adverbiales propias. Diese sind der Temporalsatz, oración temporal, der Lokalsatz, oración local und der Modalsatz, oración modal. – Beispiele:

```
Le escribiré 
cuando
 quieras.
 
Ihn ich werde schreiben wenn du möchtest.
 
Futuro simple de indicativo
 + 
Presente de subjuntivo

Le esperaré 
donde
 quieras.
 
Ihn ich werde erwarten wo du möchtest.
 Futuro simple de indicativo + Presente de subjuntivo

Le mimaré 
como
 quieras.
 
Ihn ich werde verwöhnen wie möchtest.
 Futuro simple de indicativo + Presente de subjuntivo
```

- uneigenständige, untergeordnete adverbiale Nebensätze, oraciones subordinadas adverbiales impropias. Diese sind der Kausalsatz, oración causal, der Konsekutivsatz, oración consecutiva, der Konzessivsatz, oración concesiva, der Konditionalsatz, oración condicional, der Finalsatz, oración final und der Komparativsatz, oración comparativa.[3] – Beispiele:

```
La quiere 
porque
 es simpática.
 
Sie er mag, weil sie ist sympathisch.

Nieva 
tanto que
 no saldremos.
 
Es schneit soviel, dass nicht wir rausgehen.

Te aprobaré 
aunque
 no conduzcas.
 
Dir ich werde genehmigen, obwohl nicht du autofährst.

Si
 vienes, te invito a desayunar.
 
Wenn du kommst, dich ich einlade zum frühstücken.

Lo hago 
para que
 nades.
 
Ich tue es, damit du schwimmest.

Miente 
más que
 habla.
 
Er lügt mehr als spricht.
```

### Der Temporalsatz,oración temporal
Die Tempora oder Zeitstufen und die Modi können in Haupt- und Nebensätze gleich oder aber unterschiedlich sein. Die Zeitverhältnisse wiederum legen das Verhältnis zwischen zwei Zeitstufen fest. Anders formuliert betrachtet der Sprecher oder Schreiber zwei Zeitpunkte und entscheidet, welcher von den beiden Zeitpunkten zuerst und welcher danach eintritt. Als grobe Regel für die Zeitverhältnisse gilt: Besteht ein Verhältnis der Vorzeitigkeit, anterioridad oder Gleichzeitigkeit, simultaneidad des Temporalsatzes (Protasis) zum Hauptsatz (Apodosis) steht der Indikativ, bei Nachzeitigkeit, posterioridad markiert sich der Nebensatz im Subjunktiv.
Aus der Sicht der Handlung (Zeitstrahl) gilt:
- wenn das in einem Nebensatz (Protasis) versprachlichte Ereignis oder Geschehen vor dem im Hauptsatz (Apodosis) ausgedrückten Ereignis einsetzt, oraciones subordinadas temporales de anterioridad, wird von Vorzeitigkeit, anterioridad gesprochen. Temporale Konnektoren sind: después de que, en cuanto, tan pronto como, nada más que, enseguida, apenas;
- wenn die Tatbestände des Nebensatz (Protasis) (weitgehend) zeitgleich mit dem im Hauptsatz (Apodosis) ausgedrückten Ereignis einsetzt, oraciones subordinadas temporales de simultaneidad, wird von Gleichzeitigkeit, simultaneidad gesprochen. Konnektoren sind: mientras, mientras que, cuando, no bien, en cuanto, tan luego, como;
- bei der Nachzeitigkeit wird dass, was zuletzt stattgefunden hat bzw. stattfindet, in den Gliedsatz (Protasis) gesetzt. Wenn die Tatbestände oder Ereignisse des Nebensatzes (Protasis) nach dem im Hauptsatz (Apodosis) versprachlichten Ereignis einsetzt, oraciones subordinadas temporales de posterioridad, wird von Nachzeitigkeit, posterioridad gesprochen. Konnektoren sind: antes (de) que, hasta que, antes de.

Der Temporalsatz (Protasis) ermöglicht ein Ereignis des Hauptsatzes (Apodosis) zeitlich zu situieren, dies geschieht durch den Nebensatz aber indirekt nur insofern, als hierzu das im Temporalsatz versprachlichte Ereignis näher bestimmt sein muss und seine Zeitenfolge situiert wird, erst hiernach kann das im Hauptsatz zu fassende Ereignis zeitlich eingeordnet werden, indem man es in Beziehung zu dem bereits auf der Zeitachse situierten Ereignisse des Nebensatzes (Protasis, Temporalsatz) setzt. – Beispiel:
```
 
Acabábamos con esta batalla
 
antes que
 
se pusiera el sol.
 
Wir beendeten mit der Schlacht bevor noch die Sonne unterginge.
 Die Sonne ging nach Schlachtende unter. 
Pretérito imperfecto de indicativo
 + 
Pretérito imperfecto de subjuntivo
```

Der „Augenblick des Sonnenuntergangs“ in der Protasis legt die Zeitenfolge oder besser den Aspekt fest, mittels dessen das Ereignis des Hauptsatzes (Apodosis) in diesem Falle „das Ende der Schlacht“ zeitlich näher situiert oder besser als nicht-abgeschlossener Vorgang markiert wird, dessen Ende in der Vergangenheit unbestimmt bleibt. Nunmehr kann man also über das Ereignis des Hauptsatzes sagen, dass es bereits in unbestimmter Weise in der Vergangenheit stattfand und durch einen imperfektiven Aspekt gekennzeichnet ist, wie dies auch im temporalen Nebensatz (Protasis) der Fall ist. Im Nebensatz wird das Subjunktiv eingesetzt. Erst durch die temporale Konjunktion, conjunciones temporales „antes que“ wird festgelegt, dass das Ereignis der Apodosis „Acabábamos con esta batalla“ in der Vergangenheit noch vor dem lexikalisch-semantisch bestimmten Fixpunkt der Protasis „se pusiera el sol“ stattgefunden hat. Der Temporalsatz (Protasis) steht in einem Verhältnis der Nachzeitigkeit, posterioridad zum Hauptsatz (Apodosis).
In dem folgenden Satz fände das Ereignis im Hauptsatz „das Ende der Schlacht“ in der Vergangenheit statt, nach dem im Nebensatz „die Sonne untergegangen wäre“ . Der Temporalsatz (Protasis) steht in einem Verhältnis der Vorzeitigkeit zum Hauptsatz.
```
 
Acabábamos con esta batalla
 
después de que
 
se hubiera puesto el sol.
 
Wir beendeten mit der Schlacht
 nachdem 
die Sonne untergegangen wäre.
 Pretérito imperfecto de indicativo + 
Pretérito pluscuamperfecto de subjuntivo
```

### Syntaktischer Aufbau von Temporalsätzen
Temporalsätze (Protasis) sind besonders geeignet jedwede temporale Beziehung zwischen verschiedenen Handlungen, Handlungssträngen oder Ereignissen in einem Text oder Erzählung präzise darzustellen. Sie sind neben der Verbalflexion als grammatisches Mittel und den lexikalischen Mitteln, die die Zeit abbilden, die wichtigste Ausdrucksmöglichkeit in der (spanischen) Sprache. Dabei bestimmen die den Nebensatz (Protasis) einleitenden temporalen Konjunktionen die Beziehung oder temporale Relation zwischen den Ereignissen des Hauptsatzes (Adoposis) und des Temporalsatzes (Protasis).
Zwei syntaktische Strukturen zeichnen sich ab:
- Hauptsatz (Adoposis) + temporale Konjunktion + Temporalsatz (Protasis)
- temporale Konjunktion + temporaler Nebensatz + Hauptsatz

Entscheidend ist in dieser zeitlichen Beziehung ist es, in welcher Relation die Handlung, das Ereignis des Hauptsatzes (Apodosis) mit der Handlung des (temporalen) Nebensatzes (Protasis) verwoben ist. Es kann sich eine temporale Beziehung der Vorzeitigkeit, anterioridad der Gleichzeitigkeit, simultaneidad oder aber der Nachzeitigkeit, posterioridad ausgebildet haben. Hieraus leitet sich die Auswahl des jeweiligen Modus, Indikativ oder Subjunktiv ab. Indem der Hauptsatz (Apodosis) als (temporaler) Bezugspunkt verstanden wird, steht der Nebensatz in einer temporalen Beziehung von Vor-, Gleich- oder Nachzeitigkeit. Entscheidend dabei ist aber, ob die im Temporalsatz (Protasis) wiedergegebene Handlung vorzeitig, gleichzeitig oder nachzeitig zu derjenigen des Hauptsatzes (Apodosis) verläuft.
Es gelten folgende Regeln:
- bei Vorzeitigkeit[A 3] oder Gleichzeitigkeit[A 4] in der Vergangenheit oder Gegenwart steht im Spanischen der indicativo, der Temporalsatz (Protasis) beschreibt für den ersten Fall ein Ereignis das bereits stattfand;
- bei Gleichzeitigkeit in der Zukunft steht der subjuntivo;
- bei Nachzeitigkeit[A 5] steht oft bzw. regelmäßig der subjuntivo, das Ereignis des Temporalsatzes (Protasis) hat noch nicht stattgefunden.

Ein zusammengesetzter Satz mit einer subordinativen Verknüpfung führt zu einem Satzgefüge. Allgemein finden sich bei den untergeordneten Propositionen oder Nebensätzen drei Arten:
- die Subordination mit Substantiv-Funktion, subordinadas sustantivas;
- die Subordination mit Adjektiv-Funktion, subordinadas adjetivas;
- die Subordination mit Adverbial-Funktion, subordinadas adverbiales.

Der Zeit- oder Temporalsatz, oración temporal zählt zu der letzteren Einteilungsklasse.
Mit einem Temporalsatz wird in der Grammatik ein Gliedsatz verstanden, der die Zeit eines Hauptsatzes (Apodosis) näher beschreibt. Weil er die adverbiale Bestimmung der Zeit ersetzt, ist er ein Adverbialsatz. Zur Bestimmung eines Temporalsatzinhaltes fragt man mit sinngemäßen Fragen, wie etwa „Zu welchem Zeitpunkt?“ oder „In welchem Zeitraum?“ geschieht dieses oder jenes, oder mit dem Fragepronomen im deutschen „Wann“, „Seit wann“ und „Wie lange?“. Im Spanischen „¿En que momento paso?“, „¿Cuánto tiempo dura eso?“ oder „¿Cuándo?“. Häufige Konjunktionen im Deutschen sind dabei „als“, „nachdem“, „während“ und „bevor“. Durch die Konjunktion sowie das verwendete Tempus wird das Zeitverhältnis zum Hauptsatz ausgedrückt, es kann dabei vorzeitig, nachzeitig oder gleichzeitig sein. – Beispiele:
```
 
Er ging nach Hause, nachdem die Kirchenglocke geläutet hatte.
 
Vorzeitiges Zeitverhältnis
, 
Präteritum
 im Hauptsatz, 
Plusquamperfekt
 im Nebensatz; Handlung im Hauptsatz (Apodosis) liegt zeitlich nach dem Ereignis im Nebensatz (Protasis);
```

```
 
Er ging nach Hause, als die Kirchenglocke läutete.
 
Gleichzeitiges Zeitverhältnis
, 
Präteritum
 im Hauptsatz und im Nebensatz; Handlung im Hauptsatz liegt zeitlich parallel zum Ereignis im Nebensatz;
```

```
 
Der Rezeptionist weckt ihn, bevor das Taxi kommt.
 
Nachzeitiges Zeitverhältnis
, 
Präsens
 im Haupt- und Nebensatz; Ereignis, Handlung im Hauptsatz (Apodosis) liegt zeitlich vor der Handlung im Nebensatz (Protasis).
```

## Temporale Konnektoren
Die wichtigsten temporalen Konnektoren sind im Spanischen:
| spanische Wörter | deutsche Übersetzungen            | Lexikalische Bedeutung bzgl. Vor-, Gleich- und Nachzeitigkeit | Bedeutung |
| ---------------- | --------------------------------- | ------------------------------------------------------------- | --- |
| después de que   | nachdem                           | Vorzeitigkeit, anterioridad                                   | Ereignis im Nebensatz liegt in Gegenwart oder Zukunft. Verläuft vor dem Geschehen im Hauptsatz.                                              |
| tan pronto como  | sobald; sobald wie                | Vorzeitigkeit                                                 | Ereignis im Nebensatz verläuft unmittelbar vor Geschehen des Hauptsatzes.                                                                    |
| nada más que     | nichts mehr als das; sobald       | Vorzeitigkeit                                                 | |
| como             | wenn; falls                       | Vorzeitigkeit                                                 | Wiederholtes vorzeitiges Geschehen |
| luego            | folglich; später                  | Vorzeitigkeit                                                 | |
| cuando           | als; wenn; immer wenn             | Gleichzeitigkeit, simultaneidad                               | |
| mientras         | solange                           | Gleichzeitigkeit                                              | Gleiche Zeitdauer durch gleichen Anfangs- und Endpunkte der Ereignisse.                                                                      |
| mientras que     | während                           | Gleichzeitigkeit                                              | Ereignis im Nebensatz gibt Zeitrahmen an, innerhalb dessen das Ereignis im Hauptsatz verläuft.                                               |
| a medida que     | nach wie; im Laufe des, der       | eher Gleichzeitig                                             | Gleiche Zeitdauer; Zeitrahmen durch den Nebensatz.                                                                                           |
| en cuanto        | als; soweit; sobald               | Gleichzeitigkeit                                              | Ereignis im Hauptsatz und im Nebensatz verlaufen zum gleichen Zeitpunkt in der Gegenwart oder der Zukunft.                                   |
| tan luego como   | sobald wie                        | eher Gleichzeitigkeit                                         | |
| ahora que        | sobald; jetzt; jetzt wo; nun aber | eher Gleichzeitigkeit                                         | Ereignis im Hauptsatz und im Nebensatz verlaufen vom gleichen Zeitpunkt in der Gegenwart oder der Zukunft.                                   |
| sin embargo      | indessen; indes                   | eher Gleichzeitigkeit                                         | |
| desde que        | seit                              | eher Gleichzeitigkeit                                         | Vorzeitiges Geschehen als Anfangspunkt einer Zeitdauer. Ereignis im Nebensatz bestimmt Anfangspunkt des andauernden Geschehens im Hauptsatz. |
| desde entonces   | seitdem                           | eher Gleichzeitigkeit                                         | Ereignis im Nebensatz verläuft in der gleichen Zeitdauer wie jenes im Hauptsatz, beide Geschehen haben den gleichen Anfangspunkt.            |
| en cuanto        | sobald                            | eher Gleichzeitigkeit                                         | Ereignis im Hauptsatz und jenes im Nebensatz verlaufen zum gleichen Zeitpunkt in der Gegenwart oder der Zukunft.                             |
| antes (de) que   | bevor; ehe                        | Nachzeitigkeit, posterioridad                                 | Ereignis im Nebensatz verläuft zeitlich nach dem Geschehen im Hauptsatz.                                                                     |
| hasta que        | bis                               | Nachzeitigkeit                                                | Ereignis im Nebensatz legt den Endpunkt eines andauernden Geschehens im Hauptsatz fest.                                                      |
| siempre que      | immer wenn                        |                                                               | |

Wird die Begründung der Nebensatz (Protasis) vor der Folge, dem Hauptsatz (Apodosis) genannt stehen etwa die temporalen Konjunktionen cuando, aber auch hasta que sowie mientras. Hier also steht der Nebensatz immer vor dem Hauptsatz. – Beispiele:
```
 
Cuando
 
el agua hierva
, 
se le incorporan los espaguetis .
 
Wenn 
das Wasser kocht
, 
man sie gibt hinein die Spaghetti.
```

Hans Reichenbach schuf eine Terminologie zum Verständnis der versprachlichten Zeitenfolge. Er beschrieb die Tempora mittels zweier Relationen zwischen den zuvor genannten drei Bezugspunkten. Für die Charakterisierung der verschiedenen Tempusformen wurde die Relation zwischen der Sprechzeitpunkt S, punto de habla H und dem Referenzpunkt R, punto de referencia R gesetzt sowie diejenige zwischen dem Ereigniszeitpunkt E, punto del evento E und dem Referenzpunkt R. Die Beziehung oder Relation der Referenzzeit, R zur Sprechzeit, S wird mit den Begriffen „Vergangenheit“ (R-S), „Gegenwärtigkeit“ (S,R) und „Zukünftigkeit“ (S-R) beschrieben, die Relation der Ereigniszeit, E zur Referenzzeit R belegt man durch die Begriffe „vorzeitig“ (E-R), „gleichzeitig“ (R,E) und „nachzeitig“ (R,E). Wenn der Tempus die Verortung oder Lokalisation eines Ereignisses E in Relation zu einem Bezugszeitpunkt R ist, muss für den Temporalsatz bestimmt werden, ob ein Verhältnis der Vorzeitigkeit, Gleichzeitigkeit oder Nachzeitigkeit zwischen dem Hauptsatz (Apodosis) und dem Neben- bzw. Temporalsatz (Protasis) sowie zwischen dem gesamten Satzgefüge und der Sprechzeit S vorliegen.
```
 
La nave espacial llegará
 
después que
 
amanezca.
 
Das Raumschiff wird landen nach dem Eintreten der Dunkelheit.
 
Futuro simple de indicativo
 + 
Presente de subjuntivo
```

Das Ereignis des Neben- oder Temporalsatzes (Protasis) liegt vor dem des Hauptsatzes (Apodosis); Ausdruck der grammatischen Vorzeitigkeit.
| Satzteil 1                                                                         | Satzteil 2                                         |
| ---------------------------------------------------------------------------------- | -------------------------------------------------- |
| Protasis                                                                           | Apodosis                                           |
| Nebensatz                                                                          | Hauptsatz                                          |
| Oración subordinada                                                                | Oración principal                                  |
| Antezendens, antecedente                                                           | Konsequens, consiguiente                           |
| „Vordersatz“                                                                       | „Nach- oder Folgesatz“                             |
| Zeitliche und aspektuelle Bestimmung des Hauptsatzes                               | Geschehen des Hauptsatzes Zeitpunkt, -raum         |
| Unabhängig                                                                         | Abhängig                                           |
| Koordination                                                                       | Subordination                                      |
| Vorzeitigkeit Ereignis im Nebensatz fällt zeitlich vor                             | den Ereignis im Hauptsatz                          |
| Gleichzeitigkeit Ereignis im Nebensatz fällt zeitlich mit                          | den Ereignis im Hauptsatz zusammen                 |
| Nachzeitigkeit Ereignis im Nebensatz fällt zeitlich nach                           | den Ereignis im Hauptsatz                          |
| faktischer Charakter; beschreibt ein erfahrenes, erlebtes Ereignis, Ereigniszeit E | des Hauptsatzes                                    |
| nicht faktischer Charakter; Nachzeitig zum Referenzpunkt R                         | des Ereignisses im Hauptsatz oder zum Sprechzeit S |

Hans Reichenbach (1947) schuf eine Terminologie zum Verständnis der versprachlichten Zeitenfolge, den deiktischen und narrativen Tempusfunktionen.
- Sprechzeit oder Äußerungszeit, Äußerungszeitpunkt, Sprechakt, S point of speech oder H punto de habla, sie bezieht sich auf den Augenblick der Versprachlichung durch den Sprecher, sie wird in manchen Fällen auch als mögliche Zeitspanne definiert, zumeist ist sie ein Zeitmoment. Sie bezieht sich auf den Moment des Sprechens,
- Ereigniszeit oder Situationszeit, Ereigniszeitpunkt, E point of event, punto del evento, sie ist das Zeitintervall, in welchem der versprachlichte Zustand gilt, oder die ausgedrückte Handlung abläuft, sie kann sowohl einen Zeitpunkt als auch eine Zeitspanne sein. Ein Ereignis ist ein Sachverhalt oder Tatbestand der an ein Zeitintervall gebunden ist,
- Referenzzeit oder Betrachtungszeit, Bezugszeitpunkt, Referenzpunkt R point of reference, punto de referencia, es ist ein Zeitintervall, verschieden von der Sprechzeit. Wiedergegeben durch einen „Betrachter“. Es weist, etwa durch ein Zeitadverb, auf ein Ereignis hin oder es referiert auf ein Geschehen um dieses zeitlich-deiktisch zu lokalisieren.[34] Die Referenzzeit und damit die zeitliche Festlegung kann mittels Temporaladverbien oder aus dem narrativen Kontext bestimmt werden. Die Referenzzeit referiert oder diskriminiert etwa zwischen Vorzeitigkeit, anterioridad und Nachzeitigkeit, posterioridad,

Unter der Sprechzeitdistanz versteht man den Abstand zwischen der Sprechzeit S bzw. H und der Ereigniszeit E.

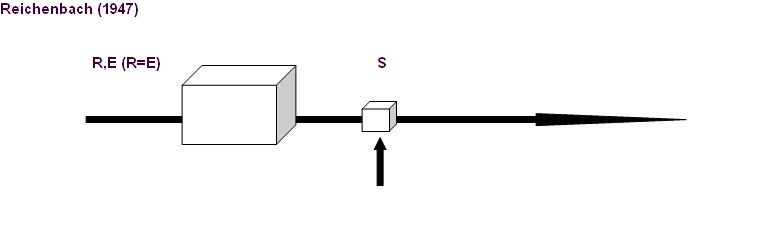
Zeitachse Vergangenheit, E,R-S, dabei steht E für die zeitliche Zuordnung wann das Ereignis stattfindet. Sprechzeit S; Ereigniszeit E, Referenzzeit R

Pérez Saldana (1999) unterscheidet den Nebensatz (Protasis) im adverbialen Satzgefüge, also Hauptsatz (Apodosis) von Temporalsatz (Protasis) nach Nebensätzen mit faktischem Charakter und solche von nicht faktischen Charakter.
Bei den Nebensätzen mit faktischem Charakter wird der Modus des indicativo verwendet; sie beschreiben erfahrene, erlebte, stattgefundene Ereignisse der Vergangenheit oder eine Gewohnheit aus der Vergangenheit. In den nicht faktischen Nebensätzen wird hingegen ein Ereignis, Ereigniszeit E, das nachzeitig zum Referenzpunkt R, also zum Ereignis des Hauptsatzes oder auch zum Zeitpunkt der Sprachäußerung, Sprechzeit S liegt in Sprache gesetzt und damit eine eventuell, noch nicht erfahrene Handlung ausgedrückt. Hier wird der Modus des subjuntivo verwendet.
Bei einer Nachzeitigkeit im Nebensatz (Temporalsatz, Protasis) zum Hauptsatz (Apodosis) erscheint im Temporalsatz zumeist der Subjunktiv. Steht das Verb des Hauptsatzes in einem Tempus der Vergangenheit folgt nach der Konjunktion der Indikativ. Steht aber der Hauptsatz in einem anderen Tempus, so etwa Futur, Konditional so erscheint der Subjunktiv im Temporalsatz (Protasis). Beim Futur im Hauptsatz folgt der Presente de subjuntivo, steht hingegen das Konditional im Hauptsatz wird der Imperfecto de subjuntivo eingesetzt. Darin wird ersichtlich, dass der Subjunktiv keine Zeitform im eigentlichen Sinne darstellt, sondern vielmehr den Aspekt des nicht-abgeschlossenen (imperfektiven) Vorgangs etwa der Presente de subjuntivo im Gegensatz zum Aspekt des abgeschlossenen (Perfektiver Aspekt) Vorgangs etwa der Pretérito perfecto de subjuntivo kennzeichnet.

## Sprachgeschichte der Modi im Temporalsatz
Ursprünglich war auch im Spanischen, ähnlich wie heute noch in der Französischen Sprache der Modusgebrauch, Indikativ vs. Subjunktiv, vom zeitlichen Verhältnis der Vor-, Gleich und Nachzeitigkeit des Temporalsatzes (Protasis) vom Hauptsatz abhängig. Liegt ein Verhältnis der Vor- oder Gleichzeitigkeit vor stünde einzig der Indikativ, bei Nachzeitigkeit hingegen erschiene einzig der Subjunktiv.
Dieses ausschließlich syntaktische Ordnungsprinzip, die durch die lexikalische Bedeutung der den Nebensatz einleitenden Konjunktionen, conjunciones temporales bestimmt wird, löste sich in der spanischen Sprache zugunsten einer kontextuellen Lösung auf.
In den Kontexten mit einem zeitlichen bzw. aspektuellen Bezug zur Gegenwärtigkeit oder Vergangenheit findet sich der Indikativ, hingegen in Kontexten der Zukünftigkeit steht der Subjunktiv. Historisch löste sich der Modusgebrauch von der ursprünglich fest gefügten zeitlichen Relation zwischen dem Haupt- und (Temporal-)Nebensatz zugunsten einer im Spanischen vorherrschen Entscheidung zwischen dem gesamten Satzgefüge und dem Sprechzeitpunkt S.

## Das Participio pasado o perfecto anstelle des temporalen Nebensatzes
Mit dem participio pasado o perfecto können (temporale) Nebensätze verkürzt werden, sie werden dann als Partizipialkonstruktionen ausgewiesen. Man unterscheidet dabei eine absolute Partialkonstruktion, construcción de participio absoluto von einer verbundenen Partialkonstruktion, construcción de participio conjunto. Bei der Ersteren bezieht sich das Partizip nicht – mit einigen, wenigen Ausnahmen – auf das Subjekt des Hauptsatzes (Apodosis), sondern es hat ein eigenes Subjekt. Dieses Subjekt steht meist nach dem Partizip, participio pasado. Bei Partizipialkonstruktionen zur Verkürzung von Nebensätzen bezieht sich das Partizip auf das Nomen im Nebensatz (Protasis), es liegt eine absolute Partialsatzkonstruktion vor.
- Construcción de participio conjunto:

```
No me gustaría estar en una unidad de mando servido por él.
 
Nicht mir würde es gefallen in einer Kommonadoeinheit zu dienen für ihn.
```

- Construcción de participio absoluto:

```
Terminado la batalla, nos fuimos corriendo al refugio subterráneo.
 
Als die Schlacht beendet war, rannten wir in unsere Unterstände.
 Participo pasado + 
Pasiva con ser o pasiva de proceso
 (Vorgangspassiv)
 
Muert
o
 
el
 soldado, se acabó la guerra.
 
Toter Soldat, der Krieg ist vorbei.
 
Ist der Soldat tot, ist der Krieg vorbei.
 Participo pasado + 
Pretérito indefinido de indicativo

 
Muert
a
 
la
 soldada, se acabó la guerra.
 
Tote Soldatin, der Krieg ist vorbei.
 
Ist die Soldatin tot, ist der Krieg vorbei.
 Participo pasado + Pretérito indefinido de indicativo
 
Venid
a
 
la
 noche, todos durmieron al raso o en la gruta.
 
Kommende Nacht, alle sie schliefen schon im Freien oder in der Grotte.
 Participo pasado + Pretérito indefinido de indicativo
```

Bei den Partizipialkonstruktionen gilt es die Kongruenz im (spanischen) Satz zu bewahren, so wurde aus dem ursprünglichen Partizip, participio pasado „venido“ die Form „venida“. Müssen die Partizipien doch in Numerus und Genus kongruent, concordancia gramatical sein und so gilt es die entsprechende Partizipform zu bilden.
Diese absoluten Partizipialkonstruktion benötigt bei der Übersetzung in die deutsche Sprache einen adverbialen Nebensatz. Denn diese Partizipialkonstruktionen gibt es in dieser Form im Deutschen nicht. Sie ähneln dem ablativus absolutus in der Lateinischen Sprache. Im Falle eines temporalen Nebensatzes beschreibt das Partizip, participio pasado ein Ereignis in einer Handlung, das zeitlich vor der des Hauptsatzes liegt. Dieser Sachverhalt kann durch ein Adverb oder einen adverbialen Ausdruck bzw. einer Präposition verstärkt werden.